# Issa Kassim
Issa Kassim (ur. 21 grudnia 1975) – kenijski piłkarz grający na pozycji obrońcy.

## Kariera klubowa
W swojej karierze piłkarskiej Kassim grał w zespole Mumias Sugar.

## Kariera reprezentacyjna
W reprezentacji Kenii Kassim zadebiutował 22 kwietnia 2000 roku w zremisowanym 0:0 meczu eliminacji do MŚ 2002 z Malawi. W 2004 roku został powołany do kadry na Puchar Narodów Afryki 2004. Tam był rezerwowym i nie rozegrał żadnego spotkania. Od 2000 do 2004 roku wystąpił w kadrze narodowej 27 razy.